# Маколі Крісантус
Маколі Крісантус (англ. Macauley Chrisantus, нар. 20 серпня 1990, Абуджа) — нігерійський футболіст, нападник клубу «Априлія».
Виступав, зокрема, за клуби «Гамбург», «Карлсруе СК» та АЕК, а також молодіжну збірну Нігерії.

## Клубна кар'єра
Народився 20 серпня 1990 року в місті Абуджа. На батьківщині Крісантус виступав за футбольний клуб «Абуджа» зі столиці Нігерії. У 2007 році він, ставши найкращим бомбардиром чемпіонату світу серед юнацьких команд, привернув до себе увагу провідних європейських клубів. 13 листопада 2007 року перебрався до академії німецького «Гамбурга», підписавши аматорський контракт. У серпні 2008 року з ним був укладений професійний контракт на чотири роки.
У 2008 році Крісантус виступав за другу команду «Гамбурга» в Регіональній лізі «Північ», але в першу команду пробитися не зумів, тому у липні 2009 року нігерієць вирушив у річну оренду до клубу другої Бундесліги «Карлсруе СК», де отримав місце в основному складі. Однак сезон для нього був зіпсований частими травмами, через які не міг реалізувати свій потенціал. Тим не менш, клуб вирішив продовжити договір оренди ще на один сезон, який для Крісантуса склався краще. Влітку 2011 року «Гамбург» знову віддав нігерійця в оренду, цього разу клубу «Франкфурт», який також виступав у другій Бундеслізі.

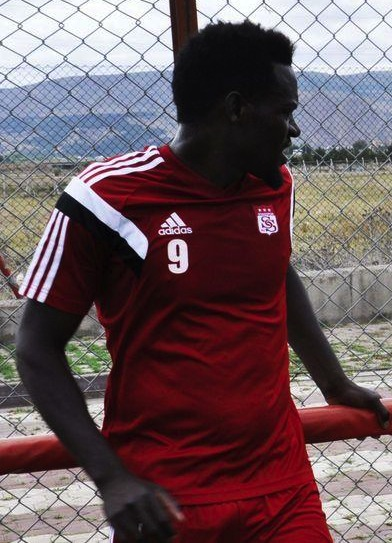
Маколі Крісантус під час виступів за «Сівасспор». 2014 рік.

«Гамбург» не став підписувати з Крісантусом новий контракт, і влітку 2012 футболіст отримав статус вільного агента. У липні він підписав дворічний контракт з іспанським клубом «Лас-Пальмас», який виступав у Сегунді, другому дивізіоні чемпіонату Іспанії. У першому сезоні на новому місці Крісантус добре виявив себе, забивши 13 голів у чемпіонаті та Кубку Іспанії. На початку 2014 року за нігерійця пропонував 750 тис. євро іспанський «Райо Вальєкано» та 200 тис. євро неназваний російський клуб, проте футболіст відмовився від переходу в іншу команду, оскільки хотів допомогти «Лас-Пальмасу» вийти в Прімеру. Однак до весняної частини сезону Крісантус втратив форму і був переведений до резервного складу.
21 липня 2014 року Крісантус у статусі вільного агента підписав трирічний контракт з турецьким «Сівасспором». Травми завадили йому закріпитися у складі, крім того, пішов з посади тренера клубу Роберто Карлос, а новий тренер не бачив для нігерійця місця у складі. «Сівасспор» запропонував Крісантусу вирушити в оренду, але футболіст відмовився, після чого був переведений в резервну команду.
2 лютого 2015 року Крісантус домовився про розірвання контракту з «Сівасспором» і у статусі вільного агента перейшов до афінського АЕКа, з яким уклав контракт на 18 місяців з можливістю продовження ще на два роки. Нігерієць непогано провів залишок сезону 2014/15, забивши 6 голів у 16 матчах чемпіонату Греції, проте наступного сезону з приходом на посаду тренера АЕКа Густаво Поєта втратив місце у складі. У грудні 2015 року в клубі повідомили, що розраховують продати Крісантуса в зимове трансферне вікно. Однак футболіст залишився в грецькому клубі до завершення терміну дії контракту влітку 2016 року, більше півроку не маючи ігрової практики.
У липні 2016 року Крісантус, що став вільним агентом, повернувся до Іспанії, уклавши однорічний контракт з новачком Сегунди клубом «Реус Депортіу», де провів наступний сезон.
12 вересня 2017 року нігерієць повернувся до грецької Суперліги , приєднавшись до команди «Ламія». Однак 12 грудня 2017 року, зігравши лише у двох матчах Кубка Греції, він розірвав контракт із клубом.
Другу половину сезону 2017/18 провів у складі іспанського клубу «Реал Мурсія», де провів 16 ігор, забивши 6 голів, а влітку 2018 року став гравцем фінського клубу ГІК, де грав до кінця року.
7 лютого 2019 року Маколі підписав контракт з іспанським клубом «Конкуенсе» до кінця сезону 2018/19 років, за підсумками якого команда вилетіла з Сегунди Б.
Надалі Крісантус виступав у Азії за іранський «Зоб Ахан» та саудівський «Хеттен», а у березні 2021 року він підписав контракт з фінським клубом «Яро», де грав до грудня того ж року. 
7 лютого 2022 року він підписав контракт з іспанським клубом «Тамарасейте», а у серпні уклав угоду з італійською «Апрілією» з Серії D.

## Виступи за збірні
2007 року дебютував у складі юнацької збірної Нігерії (U-17), з якою став переможцем чемпіонату світу серед юнацьких команд, що проходив у Республіці Корея 2007 року. Крім того, він із сімома забитими голами став найкращим бомбардиром турніру і отримав від компанії Adidas «Золий бутс», а також став другим найкращим гравцем турніру після Тоні Крооса, здобувши «Срібний м'яч».
Згодом у складі молодіжної збірної Нігерії взяв участь у молодіжному чемпіонаті Африки, де посів третє місце та кваліфікувався на молодіжний чемпіонат світу 2009 року в Єгипті, однак туди у заявку не потрапив.

## Досягнення
- Юнацький чемпіон світу: 2007
- Чемпіон Фінляндії: 2018
- Володар Кубка Греції: 2016

### Індивідуальні
- Володар «Золотого бутсу» юнацького чемпіонату світу: 2007
- Володар «Срібного м'яча» юнацького чемпіонату світу: 2007